# Phlegra kulczynskii
Phlegra kulczynskii là một loài nhện trong họ Salticidae.
Loài này thuộc chi Phlegra. Phlegra kulczynskii được Azarkina miêu tả năm 2004.